# Liste der Kulturdenkmäler in Niederbrombach
In der Liste der Kulturdenkmäler in Niederbrombach sind alle Kulturdenkmäler der rheinland-pfälzischen Ortsgemeinde Niederbrombach aufgeführt. Grundlage ist die Denkmalliste des Landes Rheinland-Pfalz (Stand: 12. Juni 2023).

## Denkmalzonen
| Bezeichnung             | Lage                        | Baujahr         | Beschreibung                                                                                       | Bild |
| ----------------------- | --------------------------- | --------------- | -------------------------------------------------------------------------------------------------- | ---- |
| Denkmalzone Herrengasse | Herrengasse 10, 12, 14 Lage | 18. Jahrhundert | Gebäudegruppe aus Kirche, zwei Pfarrhäusern und Pfarrscheune über Terrassenmauern, 18. Jahrhundert | BW   |

## Einzeldenkmäler
| Bezeichnung              | Lage                                     | Baujahr                           | Beschreibung | Bild                           |
| ------------------------ | ---------------------------------------- | --------------------------------- | --- | ------------------------------ |
| Brüchers Mühle           | Fels 21 Lage                             | 1876                              | ehemalige Getreidemühle; eingeschossiger, später erhöhter Bruchsteinbau, 1876, bezeichnet 1720 (wohl Spolie); technische Ausstattung teilweise erhalten | BW                             |
| Brunnen                  | Hauptstraße, Ecke Unter Hochcastell Lage | 1888                              | Laufbrunnen; Neurenaissance-Brunnensäule, reliefierter Trog, Gusseisen (Asbacherhütte?), bezeichnet 1888 | BW                             |
| Evangelische Pfarrkirche | Herrengasse 12 Lage                      | 14. Jahrhundert                   | ehemals Heilige Maria Magdalena, Westturm, südliches Seitenschiff und Chor aus dem 14. Jahrhundert, Nordseitenschiff (teilweise?) romanisch, zweischiffiges Mittelschiff und alle Gewölbe aus dem 15. Jahrhundert; durchgreifende Restaurierung 1911, Architekt August Senz, Düsseldorf; Erneuerungsarbeiten 1963/64, Architekt Otto Vogel, Trier; sechs Grabplatten, 16. und 17. Jahrhundert; sieben Sarkophage, wohl aus dem 11. und 12. Jahrhundert | weitere Bilder Fotos hochladen |
| Quereinhaus              | Lindenstraße 2 Lage                      | erste Hälfte des 19. Jahrhunderts | Quereinhaus, erste Hälfte des 19. Jahrhunderts | BW                             |
| Wohn- und Praxishaus     | Unter Hochcastell 4 Lage                 | 1927                              | Melaphyrbruchsteinbau mit Fachwerk-Kniestock, Rundturm, Heimatstil, 1927 | BW                             |
| Fischerhof               | südlich des Ortes Lage                   | ab 1833                           | Mustergut, ab 1833; ehemals vierflügelige Anlage mit fünfachsigem Wohnhaus, Viehställen, Remise und Gesindehaus (letzteres 1976 abgebrochen); Wohnhaus um 1900 umgebaut; terrassierter Garten, Treppenanlage mit Brunnen, translozierte katholische Kapelle | BW                             |
| Obere Auschleife         | südlich des Ortes am Schwollbach Lage    | 1828                              | ehemalige Achatschleiferei; Anlage mit unterschlächtigen Wasserrädern, 1828; kleiner Fachwerkbau, teilweise massiv, Teich und Stauweiher | BW                             |